# Linia kolejowa Friaziewo – Oriechowo-Zujewo
Linia kolejowa Friaziewo – Oriechowo-Zujewo – linia kolejowa w Rosji łącząca stację Friaziewo ze stacją Oriechowo-Zujewo. Jest to fragment nowego szlaku Kolei Transsyberyjskiej. 
Zarządzana jest przez region moskiewsko-kurski Kolei Moskiewskiej (część Kolei Rosyjskich). 
Linia położona jest w obwodzie moskiewskim. Na całej długości jest zelektryfikowana i dwutorowa.

## Historia
Linia powstała w 1861, w Imperium Rosyjskim, jako część linii Moskwa – Niżny Nowogród. Następnie leżała w Związku Sowieckim. Od 1991 linia położona jest w Rosji.